# PGC 15632
LEDA/PGC 15632 ist eine Galaxie im Sternbild Orion südlich des Himmelsäquators. Sie ist schätzungsweise 348 Millionen Lichtjahre von der Milchstraße entfernt und hat einen Durchmesser von etwa 20.000 Lichtjahren. Vom Sonnensystem aus entfernt sich das Objekt mit einer errechneten Radialgeschwindigkeit von näherungsweise 7.900 Kilometern pro Sekunde.
Im selben Himmelsareal befinden sich unter anderem die Galaxien PGC 15603, PGC 15637, PGC 15655, PGC 1092826.